# Mr Bean
Pour les articles homonymes, voir Bean.
Cet article concerne la série télévisée. Pour le personnage, voir Mr. Bean (personnage). Pour les articles homonymes, voir Bean.
Mr. Bean est une série télévisée britannique en 15 épisodes de 24 minutes, créée par Rowan Atkinson et Richard Curtis, et diffusée entre le 1er janvier 1990 et le 15 décembre 1995 sur le réseau ITV. En France, la série a été diffusée à partir de 1993 sur Arte en version originale, puis dès le 8 septembre 1996 en version doublée sur France 3 le dimanche soir à 20 h 20 jusqu'au 5 janvier 2008 puis rediffusée sur Gulli, France 4, Paris Première, Téva, Boomerang puis 6ter le dimanche dès le 23 juillet 2023. En Belgique, elle a été diffusée sur la RTBF et en Suisse sur la TSR.
Produit par Tiger Aspect for Thames Television en association avec FilmFair.
Elle met en scène le personnage de Mr. Bean, créé par Rowan Atkinson (qui joue lui-même le rôle de Mr. Bean) alors qu'il était à l'université. Il s'agit, comme le décrit son créateur, d'un « enfant dans le corps d'un adulte » pour qui tout événement de la vie de tous les jours devient une source d'ennuis et prend parfois des proportions insoupçonnées. Il se caractérise également par sa tendance à trouver une solution totalement improbable à ses problèmes. La perversité propre à l'humour infantile lui procure un plaisir sadique à déclencher des catastrophes, comme vandaliser son quartier, empoisonner ses amis ou provoquer des accidents de la route, etc.
La série comporte très peu de dialogues et repose en grande partie sur les mimiques et les expressions faciales de son personnage principal ce qui a rendu son exportation très facile et ce qui explique sa popularité mondiale.
La série a connu de bonnes audiences au Royaume-Uni (18,74 millions de téléspectateurs lors de la diffusion du cinquième épisode en 1992) et a été récompensée au festival de la Rose d'or. Diffusée dans 200 pays, la série a donné lieu à deux films (Bean et Les Vacances de Mr. Bean) ainsi qu'à une série animée de 2002 à 2025. En 2012, Rowan Atkinson retrouve le costume de Mr. Bean à l'occasion des Jeux olympiques de Londres.

## Synopsis

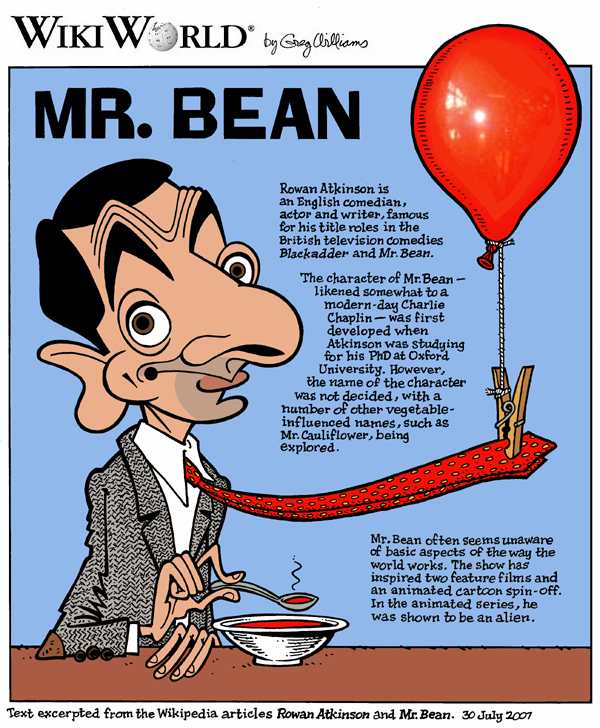
Caricature représentant Mr Bean.

La série met en scène Mr Bean, accompagné par son ours en peluche Teddy, qui doit faire face à des situations inattendues (échange de pantalons ou crise cardiaque d'un passant, par exemple). Il a également un certain don pour rendre compliquées certaines choses pourtant simples comme se préparer un sandwich, repeindre son appartement ou préparer ses bagages. Avec une absence presque totale de dialogue, ses aventures reposent sur ses prouesses comiques. Il ne respecte les règles que lorsque cela l'arrange ; ainsi, il s'habille dans sa voiture alors que celle-ci roule, il provoque une bagarre entre plusieurs personnes pour avancer plus vite dans la file d'attente de l'hôpital, il coupe le sapin municipal car il n'en a pas trouvé dans les magasins, il porte sur lui des légumes ou du poisson pour tester les articles qu'il souhaite acheter en grande surface, il veut resquiller pour prendre un train car il n'a plus de billet pour sortir, il utilise un énorme pétard pour repeindre son appartement, il cause une explosion lors des journées « portes ouvertes » d'une école...

## Origines
Le personnage de Mr Bean a été développé alors que Rowan Atkinson étudiait pour sa maîtrise en ingénierie électrique au Queen's College d'Oxford. Un sketch mettant en scène Bean a été présenté à l'Edinburgh Fringe au début des années 1980. Un personnage similaire appelé Robert Box, également joué par Atkinson, est apparu dans la sitcom Canned Laughter d'ITV en 1979, qui comportait également des routines utilisées dans le film de 1997.
L'une des premières apparitions de Bean a eu lieu au festival d'humour Juste pour rire à Montréal, Québec, Canada, en 1987. Lorsque les coordinateurs du programme l'ont inscrit au programme du festival, Atkinson a insisté pour qu'il se produise dans le programme francophone plutôt que dans le programme anglophone. Comme il n'y a aucun dialogue en français dans son spectacle, les coordinateurs de programme ne comprennent pas pourquoi Atkinson veut se produire dans le programme francophone. Il s'est révélé que le numéro d'Atkinson au festival était une plate-forme de test pour son personnage et qu'il voulait voir comment la comédie physique de son personnage se comporterait sur une scène internationale avec un public non anglophone.
Le nom du personnage n'a été décidé qu'après la production du premier épisode ; un certain nombre de noms influencés par les légumes, tels que « Mr. Cauliflower », ont été explorés. Atkinson a cité le personnage comique précédent Monsieur Hulot, créé par le comédien et réalisateur français Jacques Tati, comme inspiration du personnage. Atkinson a également cité l'influence de Peter Sellers, qui avait déjà joué des personnages similaires d'« imbécile », notamment Hrundi V. Bakshi dans La Party (1968) et l'inspecteur Clouseau dans les films de La Panthère rose. D'un point de vue stylistique, Mr Bean est également similaire aux premiers films muets, s'appuyant purement sur la comédie physique avec Mr Bean parlant très peu (bien que, comme d'autres sitcoms en direct de cette période, il y ait des rires enregistrés). Cela a permis à la série d'être vendue dans le monde entier sans aucune modification significative des dialogues,. En décembre 2012, Atkinson déclare au Daily Telegraph son intention de retirer le personnage, déclarant que « quelqu'un dans la cinquantaine avec une attitude d'enfant, c'est un peu triste,. » En 2016, cependant, Atkinson change d'avis expliquant qu'il ne se retirerait jamais du rôle de Mr Bean. Cependant, nouveau revirement de situation en janvier 2021 où Rowan Atkinson affirme de nouveau vouloir abandonner son personnage qu'il qualifie de « stressant » et « épuisant ».

## Personnages

### Mr Bean

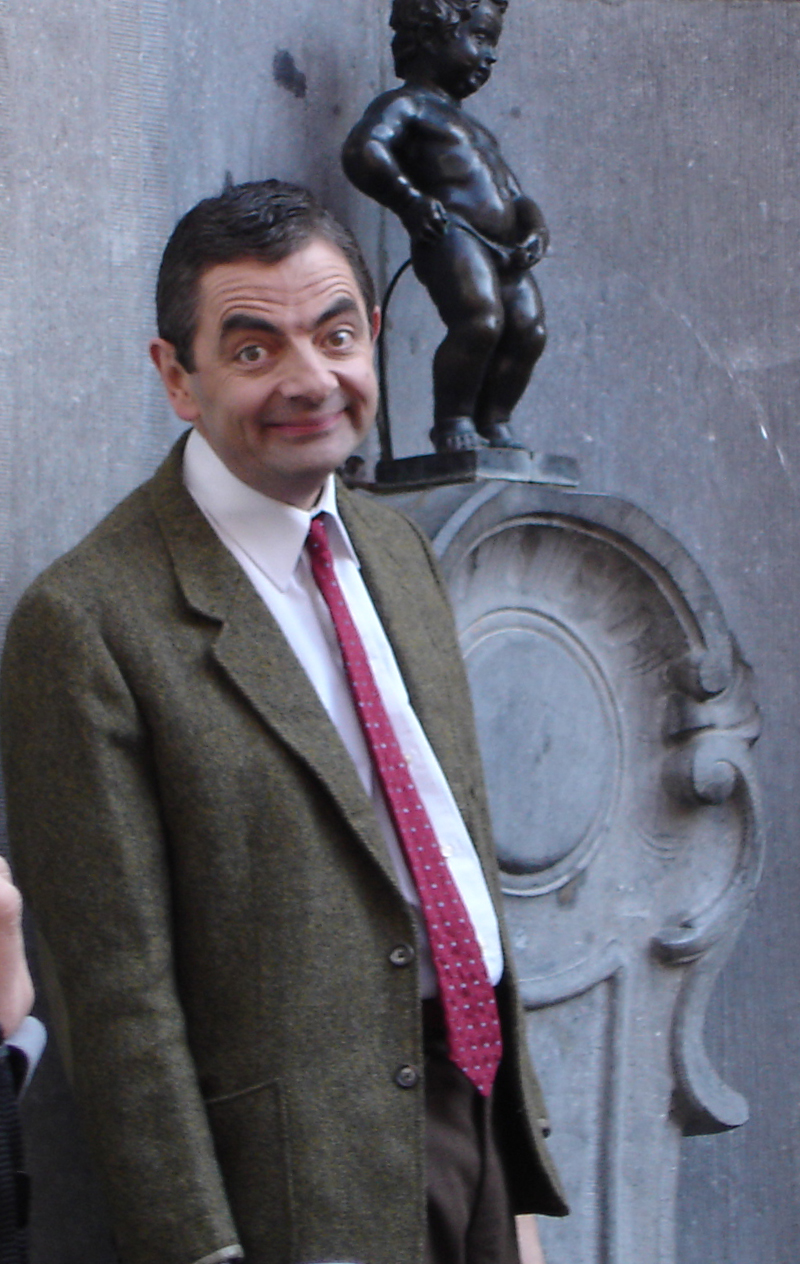
Atkinson dans le rôle de Bean, à Bruxelles, en mars 2007.

Mr Bean, le personnage principal excentrique un peu lourdaud, parfois ingénieux et souvent égoïste mais qui sait aussi se montrer affectueux (en particulier envers son ours en peluche). Il vit à Highbury, dans le nord de Londres, où il habite un petit appartement. Il porte généralement un costume marron en tweed, une cravate rouge, un pantalon marron trop court, qu'il échangera involontairement aux vestiaires avec un pantalon plus petit, et se retrouvera avec la braguette ouverte devant la reine ou une policière. Mr Bean est peu loquace et s'exprime généralement en grommelant des paroles plus ou moins compréhensibles. On ne connaît ni son prénom ni son métier, mais il est à plusieurs reprises suggéré (sur des lettres notamment) que son prénom est tout simplement Mr. À partir du deuxième épisode, Mr Bean tombe du ciel durant le générique, dans les épisodes 2 et 3 sur un fond noir, puis à partir de l'épisode 4 de nuit dans une rue. À la fin de deux épisodes, il est aspiré par un rayon dans cette même rue, laissant supposer qu'il est quelqu'un de différent comme le serait un extraterrestre, parachuté dans un monde dont il ne comprend ni ne maîtrise tous les codes. Dans la première adaptation cinématographique, Bean apparaît sur son passeport dans le champ « prénom » et on le voit employé comme gardien à la National Gallery.
Dans la séquence titre de l'épisode 2, Mr Bean tombe du ciel dans un rayon de lumière accompagné d'un chœur chantant Ecce homo qui est faba qui a été chanté par le chœur de la cathédrale de Southwark en 1990. La séquence d'ouverture était initialement en noir et blanc dans les épisodes 2 et 3, ce qui était destiné par les producteurs à montrer son statut d'« homme ordinaire mis sous les projecteurs. » Cependant, les épisodes suivants montrent M. Bean tombant du ciel nocturne dans une rue déserte de Londres, avec la cathédrale Saint-Paul en toile de fond. À la fin des épisodes 3 et 6, on le voit également être aspiré vers le ciel dans les scènes d'arrière-plan respectives (la scène noire de l'épisode 3 et la scène de la rue de l'épisode 6). Concernant le générique de début, Atkinson a reconnu que Bean « a un aspect légèrement extraterrestre. » Dans l'épisode Double Trouble de Mr Bean, la série animée, son aspect extraterrestre a été utilisé dans une intrigue dans laquelle il est emmené à l'intérieur d'un vaisseau spatial avec des extraterrestres qui lui ressemblent exactement et ont même leurs propres peluches. Dans un hommage évident vers la fin, les extraterrestres le renvoient chez lui dans un faisceau de lumière et de musique similaire à l'ouverture de la série originale Mr Bean. Il n'est pas précisé si Bean est un extraterrestre.

### Teddy

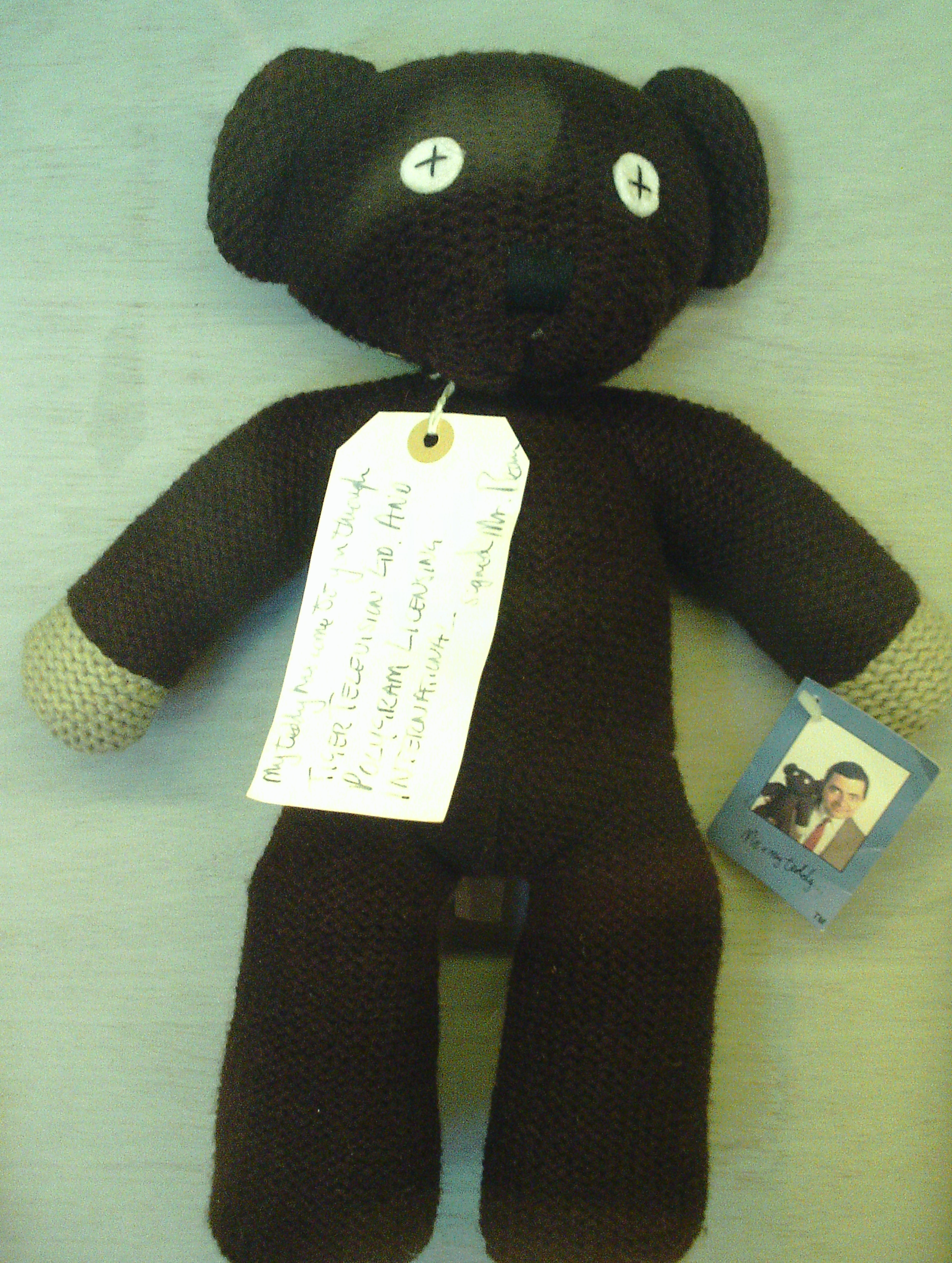
L'ours « Teddy » utilisé dans la série de Mr Bean.

Teddy est l'ours en peluche de Bean, qui le considère comme un ami. Marron sombre et souvent abîmé, il est parfois considéré vivant par Bean qui lui parle, lui laisse une paille pour qu'il puisse respirer avant de le passer à la machine à laver, entrouvre la vitre lorsqu'il le laisse dans la voiture, lui offre des lunettes pour lire une bande dessinée d'Astérix ou lui offre un cadeau à Noël, un bouton qui lui servira d'œil car il n'en avait qu'un seul auparavant. Il lui fait même passer un concours de dressage d'animaux (remporté, d'ailleurs, car Teddy est « obéissant », propulsé à l'aide d'une laisse...). Cependant, il arrive à Teddy de subir des traitements plus douloureux, comme lorsqu'il sert de brosse à peinture ou qu'il est décapité. Il est souvent aperçu dans la chambre de Bean, notamment dans l'épisode de la lampe. Il dort le plus souvent dans un tiroir du bureau de Mr Bean, à côté du lit de ce dernier. Pour l'« endormir », Mr Bean l'hypnotise.
Après la fin de la série, Teddy a été donné par Atkinson au Musée des ours en peluche de Gyles Brandreth, à Stratford-upon-Avon. En 2008, alors que le musée mettait la clé sous la porte, Teddy a été vendu aux enchères pour £180.

### La Mini

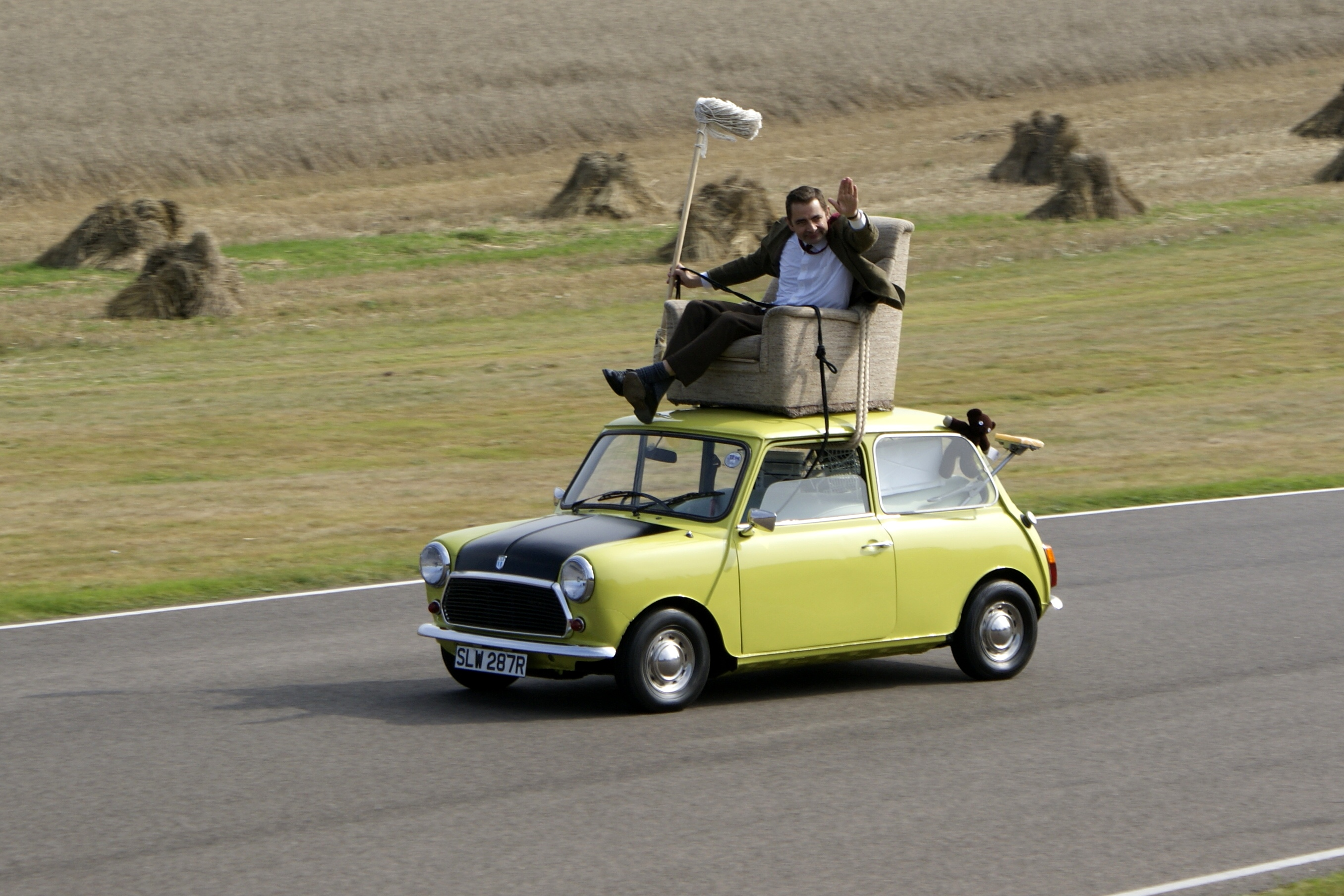
Rowan Atkinson, en 2009.

La voiture vert citron de Mr Bean est une Mini British Leyland 1000 Mark 4 qui occupe une telle place dans les épisodes qu'elle est finalement l'un des personnages de la série. Dans le premier épisode, il s'agit d'une Mini 1000 orange qui finit dans un fossé durant le générique. Ensuite, la voiture est jaune (vert acide) et noire. La voiture a été le théâtre de plusieurs morceaux de bravoure, comme lorsque Mr Bean s'habille tout en la conduisant pour arriver à l'heure chez le dentiste ou qu'il la conduit depuis un fauteuil installé sur le toit après ses achats lors des soldes de janvier. Mr Bean prend soin de sa sécurité, utilisant plusieurs clés pour l'ouvrir et la fermant à l'aide d'un cadenas. Il en emporte également régulièrement le volant.
Durant la série, Mr Bean se montre également continuellement agressif envers une autre voiture, une Reliant Regal bleue à trois roues, jusqu'à aller lui prendre sa place en la poussant dans un ravin lors de l'épisode Mr Bean (épisode pilote) ou sur le côté de la route (Les Malheurs de Mr Bean).
Lors de l'épisode Mr Bean retourne à l'école, la voiture finit écrasée par un char d'assaut lors d'une démonstration militaire. Après un épisode d'absence, la voiture de Mr Bean revient pour les deux derniers épisodes. Trois Mini peintes en vert et noir ont été utilisées dans la série, ainsi que deux autres peintes avec la même combinaison de couleurs mais sans moteur, qui ont été écrasées par un char d'assaut dans l'épisode Mr Bean retourne à l'école. Pendant le tournage, de nombreuses pièces ont été échangées d'une voiture à l'autre, notamment les capots, les enjoliveurs, les calandres, les volants, les feux arrière, occasionnellement la porte du conducteur et les housses de siège.
Pour promouvoir Mr Bean, la série animée, une réplique de la Mini portant le numéro d'immatriculation DRW 221T a été utilisée. Cette Mini est actuellement exposée au Musée automobile de Beaulieu.

### La Reliant
Depuis l'épisode pilote, Mr Bean a une longue querelle avec le conducteur invisible d'une Reliant Regal Supervan III à trois roues, de couleur bleu clair, datant de 1972 (immatriculation GRA 26K), qui se fait généralement renverser, sortir de sa place de parking, et ainsi de suite, par Bean dans sa Mini, qui n'est généralement pas conscient des résultats. Ces mésaventures sont également devenues un gag récurrent tout au long de la série. Dans l'épisode Le Mini-golf de Mr Bean, Bean fait de l'auto-stop et la Reliant s'arrête pour lui, mais Bean, qui reconnaît la voiture, fait semblant de ne pas la voir jusqu'à ce qu'elle parte.
La Reliant réapparaît dans Mr Bean, la série animée sous l'immatriculation DUW 742, à nouveau victime de Mr Bean dans sa Mini. Dans l'épisode Young Bean, l'identité du conducteur de la Reliant est révélée pour la première fois. Dans l'épisode Car Wars, après avoir été maltraité par Mr Bean pendant de nombreuses années, le conducteur se met en colère et en a assez, et décide de se venger en lui faisant goûter à sa propre médecine.

### Irma Gobb
Irma Gobb (joué par Matilda Ziegler) est l'amie de Mr Bean. Elle représente la seule « véritable amie humaine » de Mr Bean. Il la décevra souvent à la suite de quiproquos comiques, mais ayant bon fond, il essaiera toujours de se faire pardonner. Dans l'épisode Joyeux Noël, Mr Bean, on voit qu'elle est amoureuse de lui et saute de joie lorsqu'elle le voit entrer dans une bijouterie pour acheter une bague. Elle passe la soirée de Noël chez lui et lui offre une maquette de bateau qui plaît beaucoup à Mr Bean. Irma pleurera quand elle verra que Mr Bean a acheté non pas la bague mais la photo d'un couple au-dessus de l'écrin qui faisait office de publicité dans la bijouterie. Mr Bean tentera de se faire pardonner en lui présentant un écrin. Irma est pleine de joie, ouvre l'écrin qui contient non pas une bague mais un crochet pour tableau. Plus que déçue, elle part en claquant la porte, ainsi Mr Bean conclura la scène en disant d'un air triste : « Elle a pas l'air d'aimer mon cadeau. » 
Dans l'ouvrage Mr Bean's Diary, il est révélé que Bean a fait la rencontre d'Irma Gobb dans une bibliothèque municipale. Ziegler a également joué une serveuse, une mère et une policière.

### Autres personnages
Parmi les autres personnages, citons Hupert et Rupert, qui sont deux amis de Mr Bean. Ils sont invités chez lui le 31 décembre 1993 pour le réveillon de la nouvelle année 1994. Mr Bean a confectionné quatre chapeaux en papier journal, un pour lui avec un B, un pour son ami moustachu avec un H, un pour son ami portant des lunettes avec la lettre R et un pour son ours en peluche avec un T comme Teddy.

## Lieux de tournage
La série se déroule aussi bien en intérieur qu'en extérieur. Au fil des épisodes, Mr Bean change deux fois de logement. Si, dans les épisodes 4 à 6, il loge dans une petite chambre de bonne sans salle de bain, il loge ensuite dans un petit deux-pièces dans l'épisode 7 pour finalement habiter un appartement un peu plus grand dans les épisodes 10 et 13. Dans l’épisode du fauteuil au-dessus de sa voiture, le lieu de tournage est St John’s Road, dans le quartier Clapham Junction, dans le sud de Londres[réf. nécessaire].

## Épisodes
1. Mr Bean (Mr. Bean)
2. Le Retour de Mr Bean (The Return of Mr. Bean)
3. Les Malheurs de Mr Bean (The Curse of Mr. Bean)
4. Mr Bean va en ville (Mr. Bean Goes to Town)
5. Les Déboires de Mr Bean (The Trouble with Mr. Bean)
6. Les Nouvelles Aventures de Mr Bean (Mr. Bean Rides Again)
7. Joyeux Noël, Mr Bean (Merry Christmas, Mr. Bean)
8. Mr Bean: chambre 426 (Mr. Bean in Room 426)
9. À la fortune du pot, Mr Bean (Do It Yourself, Mr. Bean)
10. Attention au bébé, Mr Bean (Mind the Baby, Mr. Bean)
11. Mr Bean retourne à l’école (Back to School, Mr. Bean)
12. Le Mini-golf de Mr Bean ou Ce Casse-pieds de Mr Bean (Tee Off, Mr. Bean)
13. Bonne nuit, Mr Bean (Goodnight, Mr. Bean)
14. Mr Bean coiffé au poteau ou Coiffure par Mr. Bean de Londres (Hair by Mr. Bean of London)
15. Les meilleurs moments de Mr Bean (The Best Bits of Mr. Bean)

1. Mr Bean à la bibliothèque (Mr Bean at library) épisode jamais diffusé

## Distribution
- Rowan Atkinson (VF: Guy Chapellier) : Mr Bean
- Matilda Ziegler (VF: Danièle Hazan) : Irma Gobb, l'amie de Mr Bean
- Robin Driscoll
- Matthew Ashforde
- Rupert Vansittart
- Howard Goodall
- Angus Deayton
- Richard Wilson : le dentiste
- Suzanne Bertish : la professeure d'art
- Caroline Quentin
- Frederick Treves : le colonel
- Danny La Rue : lui-même
- David Schneider : le professeur de judo
- Richard Briers : M. Sprout
- Roger Lloyd-Pack : le serveur
- Chris Sanders : le boucher
- Danielle Kronenberg
- Owen Brenman
- Roger Sloman
- Stephen Frost
- Nick Hancock

### Doublage
Le doublage en français, réalisé par le studio Synchro-Vidéo, est en fait une piste voice-over se superposant aux voix anglaises. Quand ce n'est pas le cas, c'est toute la bande son qui est coupée sur les passages doublés. C'est Guy Chapellier qui est crédité pour la voix française de Mr Bean. La comédienne qui double le personnage d'Irma Gobb n'est pas créditée dans le générique de fin. L'édition DVD de la série ne comporte cependant que la version originale sous-titrée. Au Québec, la version doublée n’a jamais été montrée[réf. nécessaire] et seule une version sous-titrée est diffusée. Ceci est probablement dû au fait que très peu de personnages parlent et que la série repose plus sur l’humour visuel que sur les dialogues.

## Média

### Musique
L'accompagnement musical de Mr Bean diffère des autres comédies puisque le générique, écrit par Howard Goodall, est chanté par la chorale de la cathédrale de Southwark. Les paroles sont en latin :
- Ecce homo qui est faba – « Voici l'homme qui est un haricot (bean) » (chanté au début)
- Finis partis primae – « Fin de la première partie » (chanté avant les publicités dans la version originale)
- Pars secunda – « Deuxième partie » (chanté après les publicités)
- Vale homo qui est faba – « Adieu, l'homme qui est un haricot (bean) » (chanté à la fin)

Goodall a également écrit des accompagnements musicaux pour les divers épisodes. Dans l'épisode Le Mini-golf de Mr Bean, on entend sur une stéréo de voiture l'air choral de Goodall pour une autre comédie de Richard Curtis, The Vicar of Dibley. Dans Joyeux Noël, Mr Bean, alors qu'il joue avec les figurines des Queen's Royal Guards et la crèche, il fredonne The British Grenadiers, qui a été cité dans le thème de Blackadder Goes Forth.
Mr Bean est apparu dans le clip d'un single de 1991 destiné à collecter des fonds pour Comic Relief, interprété par Hale et Pace, intitulé The Stonk. Mr Bean est également apparu dans le clip du single de Boyzone, Picture of You, qui était la chanson thème principale de la première adaptation cinématographique.
Mr Bean a également réalisé un disque Comic Relief en 1992, intitulé (I Want To Be) Elected et crédité à Mr Bean and Smear Campaign featuring Bruce Dickinson. Il s'agit d'une reprise de la chanson du même nom d'Alice Cooper, qui a atteint la 9e place du classement des singles britanniques.

### DVD
Malgré le fait que les épisodes aient été doublés en français pour la diffusion télé, les trois volumes en DVD ne comportent que la version originale sous-titrée.
- Mr Bean - Volume 1 (6 novembre 2001) (ASIN B00005O09X)
- Mr Bean - Volume 2 (6 novembre 2001) (ASIN B00005O09V)
- Mr Bean - Volume 3 (6 novembre 2001) (ASIN B00005O09W)
- Mr Bean - Volumes 1 à 3 (3 avril 2007) (ASIN B000MQCA3C)

### Films
- Bean, réalisé par Mel Smith en 1997.
- Les Vacances de Mr Bean, réalisé par Steve Bendelack en 2007
- Top Funny Comedian: The Movie, réalisé par Li Jiqiang[27] en 2017.

### Comic Relief
Rowan Atkinson a régulièrement participé à des sketches spéciaux à l'occasion de la journée Red Nose (l'équivalent du Téléthon français). Par exemple en 2007, un sketch spécial où Mr Bean endosse le rôle d'un invité à un mariage, et en 2015, à l'occasion des 25 ans du début de la série, Mr Bean assiste à des funérailles.

### Jeux olympiques de Londres
Rowan Atkinson retrouve le costume de Mr Bean à l'occasion des Jeux olympiques de Londres : il y fait un sketch sur le thème du film Les Chariots de feu, tout en jouant du synthétiseur. Cantonné à ne jouer qu'une seule et même note durant toute la représentation, il se prend en photo avec son téléphone portable, cherche un mouchoir en papier dans un sac, tout en utilisant la pointe d'un parapluie comme prolongement de son doigt et, finalement, se met à rêvasser et en oublie sa partition.

### Série télévisée d'animation
Mr Bean retrouve une nouvelle jeunesse grâce à la série d'animation de 2012, exposant peu de dialogue. La série, composée de 26 épisodes (avec 2 segments chacun), a étendu le nombre de personnages de la série, tels que la concierge peu aimable de Mr Bean, Mrs. Wicket, et son chat, Scrapper. Rowan Atkinson a doublé la voix de son propre personnage, et toutes les actions de son personnage sont tirées de lui-même. Les voix respectives des autres personnages sont tenues par Jon Glover, Rupert Degas, Gary Martin et Lorelei King.

### Publicité
Rowan Atkinson accepta d'enfiler son costume de Bean pour plusieurs publicités en 2000 pour la marque Fujifilm.

## Récompenses
Le premier épisode remporte la Rose d'or, ainsi que deux autres prix importants au Festival du divertissement léger de la Rose d'or de Montreux en 1991. Au Royaume-Uni, l'épisode The Curse of Mr. Bean a été nommé pour un certain nombre de prix BAFTA : « Meilleur programme de court divertissement » en 1991, « Meilleure comédie » (programme ou série) en 1991, et Atkinson a été nommé trois fois pour « Meilleure performance de court divertissement » en 1991 et 1994.

### Documentaire
- (en) The Story of Mr Bean, documentaire de Rupert Edwards, Tiger Aspect Productions, 1997, 51 minutes [voir en ligne].